# Carl Lotave

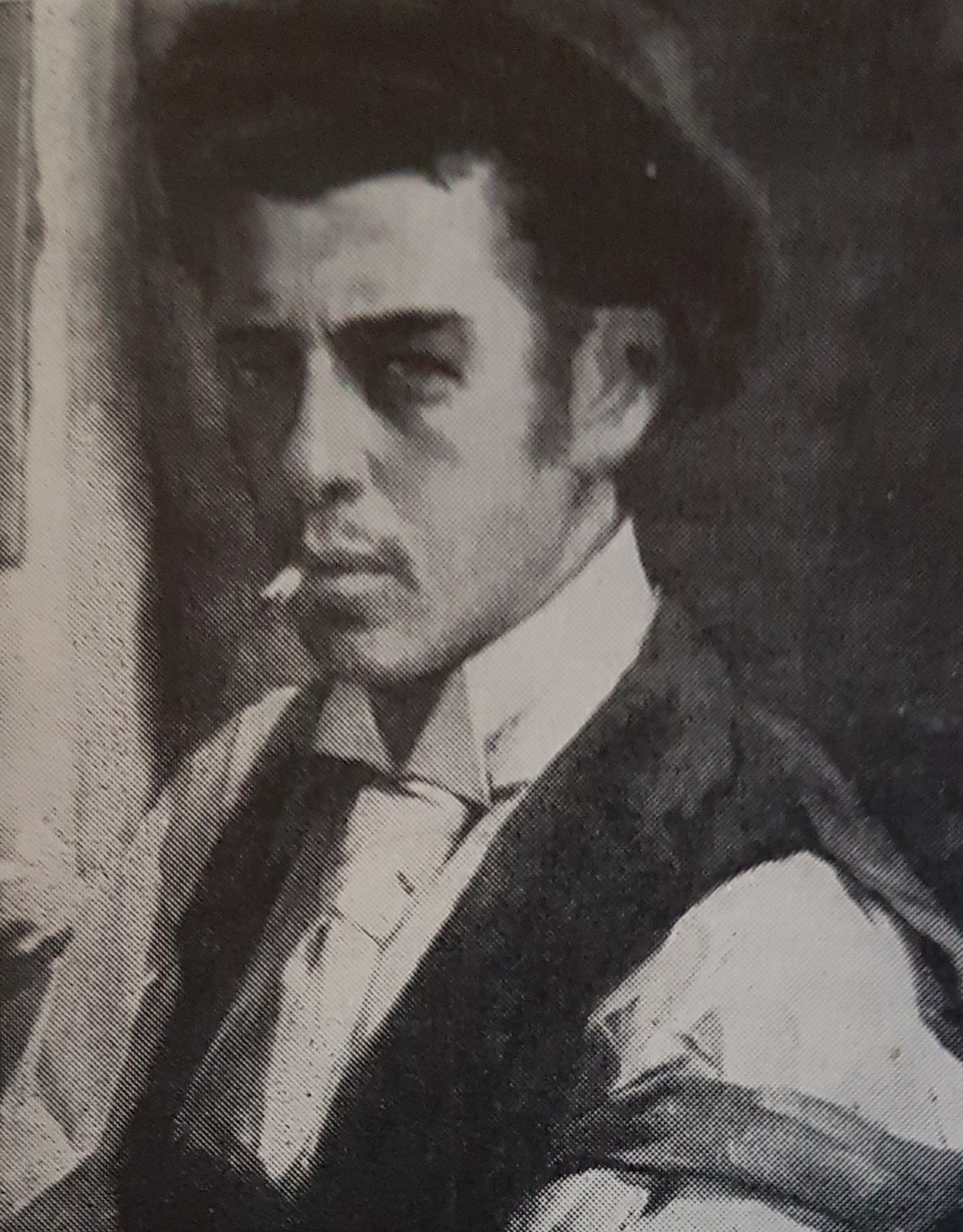
Carl Lotave (självporträtt)

Carl Theofil Gustafson-Lotave, född 29 februari 1872 i Jönköping, död i 28 december 1924 i New York, var en svensk-amerikansk målare, skulptör och illustratör.
Han var son till mekanikern Carl Gustaf Gustafsson och Carolina Westergren. Efter avslutad skolgång vid Jönköpings läroverk 1889 kom han till Stockholm 1891. Där studerade han konst för Anders Zorn och Richard Bergh vid Konstnärsförbundets nyöppnade skola. Efter tiden vid skolan reste han sig till Paris för fortsatta studier och 1897 vidare till Amerika. Där var han under två år verksam som konstlärare vid Bethany Colleges konstskola i Lindsborg innan han flyttade vidare till Colorado Springs. De senare åren av sitt liv var han verksam som lärare i New York. Under sin tid i Kansas målade han en altartavla i den svensk-lutherska kyrkan i Salemsborg. Han var mest känd som porträttmålare och bland de personer som stod modell för honom märks fältmarskalken Joseph Joffre, kung Albert I av Belgien, general John Pershing, fältmarskalken Ferdinand Foch och den grekiska statsmannen Eleutherios Venizelos. Som illustratör medverkade han i tidskrifterna Mountain Sunshine och Success. I samband med invigningen av Colorados Hall of Fame på toppen av Pikes Peak gravsattes hans aska där 4 juni 1925. Hans konst består av porträtt, genrebilder, figurer, illustrationer och landskap samt fresker och mindre skulpturer. En minnesutställning med hans konst visades på Hantverks- och industriutställningen i Jönköping 1928. I Sverige är Lotave representerad vid Jönköpings läns museum.